# Pseudoleptodeira latifasciata
Genre
Espèce
Synonymes
- Hypsiglena latifasciata Günther, 1894

Statut de conservation UICN

 LC  : Préoccupation mineure
Pseudoleptodeira latifasciata, unique représentant du genre Pseudoleptodeira, est une espèce de serpents de la famille des Dipsadidae.

## Répartition
Cette espèce est endémique du Mexique. Elle se rencontre dans les États de Colima, de Guerrero, du Michoacán, de Morelos, de Puebla.

## Description
L'holotype de Pseudoleptodeira latifasciata mesure 350 mm dont 75 mm pour la queue.

## Publications originales
- Günther, 1894 : Reptilia and Batrachia, Biologia Centrali-Américana, Taylor, & Francis, London, p. 1-326 (texte intégral).
- Taylor, 1938 : Notes on the Mexican snakes of the genus Leptodeira, with a proposal of a new snake genus, Pseudoleptodeira. University of Kansas science bulletin, vol. 25, no 15, p. 315-355 (texte intégral).